# Jag vill jul
Jag vill jul är Attentats fjortonde singel och den andra singeln med nytt material efter albumet ”Fy fan!”. I samband med singelsläppet spelade Attentat på köpcentrumet Nordstan i Göteborg och blev då det första punkbandet där genom tiderna.  Medverkar gör Mats Jönsson, Magnus Rydman, Cristian Odin, Patrik Kruse och Paul Schöning. Matti Ollikainen spelar piano. Omslag av Håkan Sandsjö, foto av Pontus Fagerstedt och Sandsjö. 